# Нижняя Лебежайка
Нижняя Лебежайка — обезлюдевшее село в Хвалынском районе Саратовской области, в составе сельского поселения Благодатинское муниципальное образование.
Население - 664 (2011)

## История
В Списке населённых мест Саратовской губернии 1914 года упоминается как хутор Нижне-Лебежайский Ново-Спасской волости Хвалынского уезда Саратовской губернии. По сведениям за 1911 год на хуторе насчитывалось 32 двора, проживали 128 мужчин и 110 женщин, преимущественно бывшие государственные крестьяне, мордва, составлявшие одно сельское общество. 

## Физико-географическая характеристика
Хутор находится в пределах Приволжской возвышенности, являющейся частью Восточно-Европейской равнины, на левом берегу реки Терешка, на высоте около 90 метров над уровнем моря. Почвы - чернозёмы остаточно-карбонатные.
Хутор расположен примерно в 23 км по прямой в северном направлении от районного центра города Хвалынска. По автомобильным дорогам расстояние до районного центра составляет 43 км, до областного центра города Саратов - 270 км.
Часовой пояс
Нижняя Лебежайка, как и вся Саратовская область, находится в часовой зоне МСК+1. Смещение применяемого времени относительно UTC составляет +4:00.

## Население
Динамика численности населения по годам:
| Годы      | 1911 | 2002 |
| --------- | ---- | ---- |
| Население | 238  | 4    |

| 2010 | 2011 |
| ---- | ---- |
| 0    | ↗2   |

Национальный состав
Согласно результатам переписи 2002 года в селе проживало русские и мордва (по 50 % населения села).